# Fort Smith and Western Railway
 (janvier 2022).
Le Fort Smith and Western Railway (sigle de l'AAR: FSW) était un chemin de fer américain de classe I en service dans l'Arkansas et l'Oklahoma. La ligne principale reliait Coal Creek, Oklahoma à Guthrie sur une distance de 317 km, tandis que des droits de passage sur le Kansas City Southern Railway permettaient de relier Coal Creek à Fort Smith distants de 32 km. À Guthrie il possédait une jonction avec le Santa Fe. Le Fort Smith and Western avait une filiale, le St. Louis, El Reno and Western Railway qui commença à relier Guthrie à El Reno, Oklahoma en juin 1904, sur une distance de 68 km.

## Histoire
Le Fort Smith and Western Railroad fut créé dans l'Arkansas en 1899, et commença à construire vers l'ouest sur le territoire indien et celui de l'Oklahoma. Le 1er novembre 1903, le chemin de fer fut ouvert entre Fort Smith, Arkansas et Guthrie, Oklahoma, où il rencontrait le Santa Fe. En 1904, le St. Louis, El Reno and Western Railway, filiale du FS&W, ouvrit une ligne de 68 km entre Guthrie et El Reno, Oklahoma. La ligne principale s'étirait sur 317 km entre Coal Creek et Guthrie, et grâce à des droits de passage sur le Kansas City Southern Railway, elle gagna 32 km supplémentaire entre Fort Smith, Arkansas et Coal Creek.
La capitale de l'Oklahoma fut déplacée de Guthrie à Oklahoma City en 1910. En 1915, le FS&W fit l'acquisition de 52 km de droits de passage sur le Missouri-Kansas-Texas Railroad entre Fallis, Oklahoma et Oklahoma City.
La  U.S. District Court de Fort Smith plaça le Fort Smith and Western Railroad en redressement judiciaire le 9 octobre 1915, à la suite de la requête faite par la Superior Savings and Trust Company de Cleveland, Ohio. La compagnie sortie de ce redressement judiciaire le 1er février 1923 sous le nom de Fort Smith and Western Railway. Elle fut à nouveau placée en redressement le 1er juin 1931. Le Missouri-Kansas-Texas Railroad retira son droit de passage au FS&W entre Fallis et  Oklahoma City en janvier 1939, car ce dernier ne payait pas sa location. En conséquence, il cessa ses opérations le 9 février 1939.
La route du FS&W ne traversait pas de zones très peuplées, mais il desservait d'importantes mines de charbon dans l'est de l'Oklahoma, comme Coal Creek, Bokoshe, et McCurtain. Il reliait des villes comme Crowder, Weleetka, Okemah, Boley, Prague, et Meridian. Un important trafic de charbon pour la métallurgie partait des mines de San Bois Coal Company près de McCurtain. Alors que le transport de charbon déclinait, la découverte de pétrole près d'Okemah permit d'apporter un complément d'activité, lequel reporta l'abandon de la compagnie.
Après que le FS&W eut cessé son activité, la ligne entre Coal Creek et McCurtain fut reprise par le Fort Smith and Van Buren Railway, filiale du Kansas City Southern Railway.